# Simon (joc)
Simon és un joc electrònic creat per Ralph H. Baer i Howard J. Morrison i distribuït per la companyia Milton Bradley el 1978.
Va tenir un gran èxit durant la dècada dels 80. Té forma de disc i en una de les seves cares hi ha quatre zones, cadascuna pintada d'un color diferent, en la seva versió original els colors són verd, vermell, blau i groc. El seu nom prové del conegut joc tradicional "Simon diu", en el qual està inspirat.
El joc consisteix que, de forma aleatòria, es vagin il·luminant els quadrants o zones de colors, i alhora que s'il·luminen, cada quadrant emeti un so propi. Després d'esperar, l'usuari ha d'anar introduint la seqüència mostrada abans, en l'ordre correcte, ajudant-se de la seva memòria visual i sonora. Si ho aconsegueix, el joc respondrà amb una seqüència més llarga i ràpida, i així successivament. Si falla, l'usuari ha de tornar a començar. Els diferents nivells de dificultat van augmentant la velocitat de la seqüència a repetir.
Més de dues dècades després han sortit diferents versions actualitzant l'electrònica de l'aparell, amb més o millors efectes visuals i sonors o afegint més colors i sons dels quatre originals.